# کرافت‌کلوب
کرافت‌کلوب (آلمانی: Kraftklub) یک گروه موسیقی راک/ایندی راک آلمانی است.